# Кампандре-Вальконгрен
Кампандре́-Вальконгре́н (фр. Campandré-Valcongrain) — коммуна во Франции, находится в регионе Нижняя Нормандия. Департамент коммуны — Кальвадос. Входит в состав кантона Вилле-Бокаж. Округ коммуны — Кан.
Код INSEE коммуны — 14128.

## Население
Население коммуны на 2010 год составляло 109 человек.
| 1962 | 1968 | 1975 | 1982 | 1990 | 1999 | 2010 |
| ---- | ---- | ---- | ---- | ---- | ---- | ---- |
| 108  | 111  | 98   | 98   | 80   | 87   | 109  |

## Экономика
В 2010 году среди 63 человек трудоспособного возраста (15—64 лет) 52 были экономически активными, 11 — неактивными (показатель активности — 82,5 %, в 1999 году было 71,7 %). Из 52 активных жителей работали 49 человек (26 мужчин и 23 женщины), безработных было 3 (2 мужчин и 1 женщина). Среди 11 неактивных 5 человек были учениками или студентами, 1 — пенсионером, 5 были неактивными по другим причинам.